# Копп (Німеччина)
Копп (нім. Kopp) — громада в Німеччині, розташована в землі Рейнланд-Пфальц. Входить до складу району Вульканайфель. Складова частина об'єднання громад Герольштайн.
Площа — 8,40 км2. Населення становить 169 ос. (станом на 31 грудня 2020).